# Владетели на финикийските градове държави
Това е пълен списък на известните владетели на финикийските градове държави от древността до античността.

## Арвад
Съществувал в периода от около 1100 до 331 г. пр.н.е. на остров на 3,5 км от съвременния Тартус по древносирийското крайбрежие със столица Аруад:
- Айаб (около 1400 г. пр.н.е.)
- неизвестни царе (около 1400 – 860 г. пр.н.е.)
- Милкули (около 860 г. пр.н.е.)
- Матан (Метенбал, Матанбаал I) (около 854 г. пр.н.е.)
- Абдилити (Абдел) (около 740 – 700 г. пр.н.е.)
- Мутбаал (Метенбал, Матанбаал II) (около 680 г. пр.н.е.)
- Икилу (Якинлу) (около 669 г. пр.н.е.)
- Абимилки, син на Икилу (около 640 г. пр.н.е.)
- Ахимилки, брат на Икилу (съуправител около 640 г. пр.н.е.)
- Азибаал, син на Икилу (около 620 – 604 г. пр.н.е.)
- Агбаал (около 500 г. пр.н.е.)
- Мербаал (около 480 г. пр.н.е.)
- вавилонска халдейска власт (604 – 539 пр.н.е.) – виж и вавилонски плен
- ахеменидска власт (539 – 332 г. пр.н.е.)
- Стратон (Абд-Ашторет) (около 335 г. пр.н.е.)
- Херастрат (Хер-Ашторет) (около 334 – 331 г. пр.н.е.)
- насетне завладяне от Александър Велики (от 331 г. пр.н.е.) – виж елинизъм

## Бибъл(Гебал)
Съществувал като самостоятелно образувание в периода от около 2800 до 331 г. пр.н.е. – съвременен Джбейл:
- неизвестни царе (от около 2800 − 1810 г. пр.н.е.)
- 1. Абишему I (около 1810 г. пр.н.е.)
- 2. Яапашему Аби I (около 1792 г. пр.н.е.)
- 3. Яакинлу
- 4. Яантинаму, син на Яакинлу
- 5. Абишему II
- 6. Яапашему Аби II
- 7. Еглиа
- 8. Рибади (около 1400 − 1380 г. пр.н.е.)
- 9. Илирабих (около 1350 г. пр.н.е.)
- неизвестни царе (около 1350 − 1130 г. пр.н.е.)
- 10. Закарбаал (около 1130 г. пр.н.е.)
- 11. Ахирам (около 1000 г. пр.н.е.)
- 12. Итобаал
- 13. Абибаал
- 14. Ихимилки
- 15. Елибаал
- 16. Шиптибаал (около 740 г. пр.н.е.)
- 17. Уримилки (около 700 г. пр.н.е.)
- 18. Милкиашапа (около 660 г. пр.н.е.)
- 19. Ихумилки (около 640 г. пр.н.е.)
- 20. Ихарбаал
- 21. Ихумилки (около 550 г. пр.н.е.)
- ахеменидска власт (558 – 332 г. пр.н.е.) по време на която управители като наместници на централната власт:
- 22. Елбаал (около 360 г. пр.н.е.)
- 23. Ацбаал (около 340 г. пр.н.е.)
- 24. Адармелек (около 331 г. пр.н.е.)
- 25. Енил
- насетне завладяне от Александър Велики (от 331 г. пр.н.е.) – виж елинизъм

## Берит
Съществувал като самостоятелно образувание в периода от около 2500 до 331 г. пр.н.е. – съвременен Бейрут:
- неизвестни царе (от около 2500 − 1375 г. пр.н.е.)
- Амунира (около 1375 г. пр.н.е.)
- Абибал (Абелбаал) (около 1250 г. пр.н.е.)
- неизвестни царе и същевременно управители (около 1250 − 331 г. пр.н.е.)
- насетне завладяне от Александър Велики (от 331 г. пр.н.е.) – виж елинизъм

## Сидон
Съществувал като самостоятелно образувание в периода от около 2700 до 250 г. пр.н.е. – съвременна Сайда:
- неизвестни царе (от около 2700 − 750 г. пр.н.е.)
- Зимрид (около 1450 г. пр.н.е.)
- Лули (Елулай(ос)) (около 750 г. пр.н.е.)
- Тубаал (Итобаал) (около 700 г. пр.н.е.)
- Абдимилкути (около 700 − 678 г. пр.н.е.)
- асирийска власт (678 − 606 г. пр.н.е.) – виж и асирийски плен
- вавилонска власт (606 − 538 г. пр.н.е.) – виж и вавилонски плен
- ахеменидска власт (538 − 332 г. пр.н.е.) по време на която управители като наместници на централната власт:
  - Тетрамнест (около 480 г. пр.н.е.)
  - Ешмуназар (около 400 − 385 г. пр.н.е.)
  - Стратон I (Абдаштарт) (около 374 − 362 г. пр.н.е.)
  - Тенес (362 − 346 г. пр.н.е.)
  - Стратон II (346 − 332 г. пр.н.е.)
  - Абдалоним (332 − 312 г. пр.н.е.)
- насетне завладяне от Александър Велики (от 331 г. пр.н.е.) – виж елинизъм, по време на която управители като наместници на централната власт:
  - Филокъл (около 312 − 310 г. пр.н.е.)
  - Ешмуназар I (около 310 − 300 г. пр.н.е.)
  - Табнит, син на Ешмуназар I (около 300 − 280 г. пр.н.е.)
  - Ешмуназар II (около 280 − 260 г. пр.н.е.)
  - Бодаштарт (около 260 − 250 г. пр.н.е.)
- селевкидска власт (250 − 112 г. пр.н.е.)
- аристократическа република (111 − 64 г. пр.н.е.)
- римска власт (от 64 г. пр.н.е.) – виж и завладяване на Юдея от Рим

## Тир(Цор)
Съществувал като самостоятелно образувание в периода от около 2500 до 331 г. пр.н.е. – съвременен Сур:
- неизвестни царе (от около 2500 – 990 г. пр.н.е.)
- Абимилку (около 1375 г. пр.н.е.)
- 1. Абибаал (около 990 – 978 г. пр.н.е.)
- 2. Хирам I Велики (около 978 – 944 г. пр.н.е.)
- 3. Баалезер (Балеазар) I (около 944 – 927 г. пр.н.е.)
- 4. Абдаштарт (Абдастрат) (около 927 – 918 г. пр.н.е.)
- 5. Метуаштарт (Метустрат) (около 918 – 906 г. пр.н.е.)
- 6. Астарим (около 906 – 897 г. пр.н.е.)
- 7. Пелит (около 897 – 896 г. пр.н.е.)
- 8. Ешбаал I (Итобаал) (около 896 – 863 г. пр.н.е.)
- 9. Баалезер II (Балезор) (около 863 – 841 г. пр.н.е.)
- 10. Баалмаанзери (около 841 – 829 г. пр.н.е.)
- 11. Матан I (Митена или Муто) (около 829 – 820 г. пр.н.е.)
- 12. Пигмалион (Паамелиун) (около 820 – 774 г. пр.н.е.)
- 13. неизвестен по име (около 774 – 750 г. пр.н.е.)
- 14. Ешбаал II (750 – 739 г. пр.н.е.)
- 15. Хирам II (739 – 730 г. пр.н.е.)
- 16. Матан II (730 – 729 г. пр.н.е.)
- 17. Елулай (Лули) (729 – 694 г. пр.н.е.)
- 18. неизвестен по име (694 – 680 г. пр.н.е.)
- 19. Баал I (680 – 660 г. пр.н.е.)
- 20. неизвестен по име (660 – 591 г. пр.н.е.)
- 21. Ешбаал III (591 – 573 г. пр.н.е.)
- 22. Баал II (573 – 564 г. пр.н.е.)
- вавилонска власт (564 – 539 г. пр.н.е.) – виж и вавилонски плен, по време на която управители като наместници на централната власт:
- 23. Якинбаал (564 – 563 г. пр.н.е.)
- 24. Калба (Хелбес) (563 г. пр.н.е.)
- 25. Абар (563 – 562 г. пр.н.е.)
- 26. Матан III (Митон) (562 – 556 г. пр.н.е.)
  - Герашторет (Херострат) (съуправител 562 − 556 г. пр.н.е.)
- 27. Баалезер III (556 – 555 г. пр.н.е.)
- 28. Махарбаал (Мербал) (555 – 551 г. пр.н.е.)
- 29. Хирам III (Пром) (551 – 539 г. пр.н.е.)
- ахеменидска власт (539 − 331 г. пр.н.е.) по време на която управители като наместници на централната власт:
  - Матан IV (около 480 г. пр.н.е.)
  - Ацимилку (около 331 г. пр.н.е.)
- Обсада на Тир след която е разрушен Александър Велики в 331 г. пр.н.е.
- аристократическа република (120 г. пр.н.е. – 64 г. пр.н.е.)
- римска власт (от 64 г. пр.н.е.) – виж и завладяване на Юдея от Рим по време на която управлявал като римски наместник:
  - Марион (тиран; около 42 г. пр.н.е.)

## Китион(Китий, Китим)
Съществувал като самостоятелно образувание на остров Кипър в западната му част със столица Китий в периода от около 1400 до 312 г. пр.н.е.:
- микенска колония (около 1400 – 890 г. пр.н.е.) – виж и микенска цивилизация
- финикийска власт (в състава на Тирската град държава) (IX – VIII век пр.н.е.)
- асирийски протекторат на Кипър (709 – 669 г. пр.н.е.)
- неизвестни царе (около 890 – 500 г. пр.н.е.)
- неизвестен по име (упр. около 500 г. пр.н.е.)
- Баалмелек I (479 – 449 г. пр.н.е.)
- Азбаал (449 – около 425 г. пр.н.е.)
- Баалмелек II (около 425 – 400 г. пр.н.е.)
- Баалрам I (около 400 – 392 г. пр.н.е.)
- Баалрам II
- Абдмелек
- Баалрам III
- Мелекиатон (392 – 361 г. пр.н.е.)
- Демоник(ос) (съправител, упр. около 388 г. пр.н.е.)
- Пигмалион (361 – 312 г. пр.н.е.), който умира от насилствена смърт.